# Équinophobie
L'équinophobie ou hippophobie est une peur ou une panique d'origine psychologique, à l'égard des chevaux. Un exemple est cité dans le cas d'une étude psychanalytique de Sigmund Freud, celui du petit Hans.

## Étymologie
Equinophobia est un dérivé du mot grec φόβος (phóbos), qui signifie « peur », et du mot latin equus, qui signifie « cheval ». Le terme hippophobia est également dérivé du mot grec phóbos, avec le préfixe dérivé du mot grec pour le cheval, ἵππος (híppos),.

## Symptômes
Les symptômes suivants peuvent apparaître quand une personne souffre d'équinophobie, soit qu'elle pense à un cheval, soit qu'elle se trouve physiquement près d'un cheval :
- Sentiment de terreur
- Anxiété (même si le cheval est calme)
- Tremblements
- Panique
- Palpitations
- Essoufflement
- Augmentation soudaine de la fréquence du pouls
- Nausée
- Pleurs

Les personnes souffrant d'équinophobie peuvent aussi craindre d'autres équidés tels que les ânes, les mulets, et les poneys.

## Causes
Des expériences négatives avec des chevaux au cours de l'enfance peuvent donner lieu à cette phobie. L'équinophobie peut également être déclenchée par une chute de cheval. Dans de nombreux cas, les gens commencent à éviter les chevaux. Cela se développe progressivement depuis le statut de peur jusqu'à une véritable phobie.
La phobie peut aussi être causée par une simple peur de l'animal lui-même. Un cheval de taille et de poids imposants, avec de grandes dents, peut effrayer certaines personnes, surtout les enfants.
Des représentations négatives de chevaux dans les médias, et une peur spécifique des étalons, peuvent s'ajouter aux peurs mentionnées ci-dessus.

## Traitement
De nombreuses options de traitement sont disponibles pour ceux qui souffrent d'équinophobie. La thérapie cognitivo-comportementale est une forme de thérapie pour les personnes qui souffrent de certaines phobies. Elle se concentre sur les peurs et la raison pour laquelle elles existent. Il essaie de changer et de contester le processus de pensée derrière la peur. Des études ont montré que cela a été efficace dans le traitement des personnes avec equinophobie. Une autre option de traitement est la désensibilisation systématique, qui se concentre progressivement sur l'acclimatation de patients à leurs phobies. La première étape de ce processus peut impliquer la réflexion sur les chevaux, suivie de l'observation d'images de chevaux. Une fois que le patient est à l'aise avec les images, il peut se rendre à la rencontre d'un cheval, toucher un cheval, et enfin, monter un cheval. Pour les cas extrêmes, il peut également être nécessaire d'utiliser des médicaments, même si les effets sont de courte durée

## Personnes souffrant d'équinophobie
- Louis-Ferdinand Céline, écrivain français[7]
- Eric Berry, joueur de football américain[8]
- Robert Pattinson, acteur britannique[9]
- Kristen Stewart, actrice américaine[10]